# Campenhausen (Adelsgeschlecht)

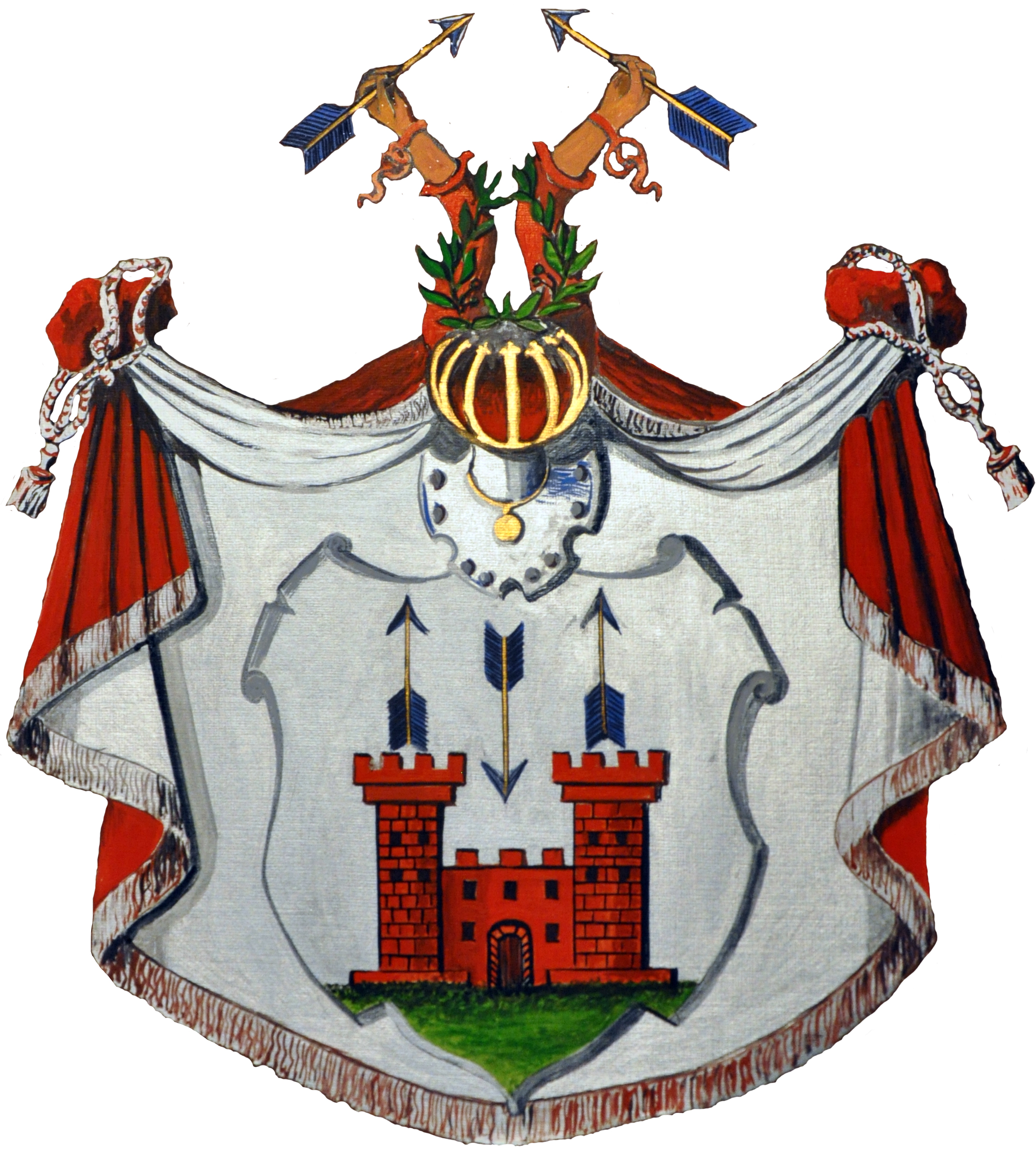
Wappen des Lorenz von Campenhausen

Campenhausen ist der Name eines livländischen Adelsgeschlechts. Der Stammsitz der Familie war das vormalige Gut Orellen.

## Geschichte

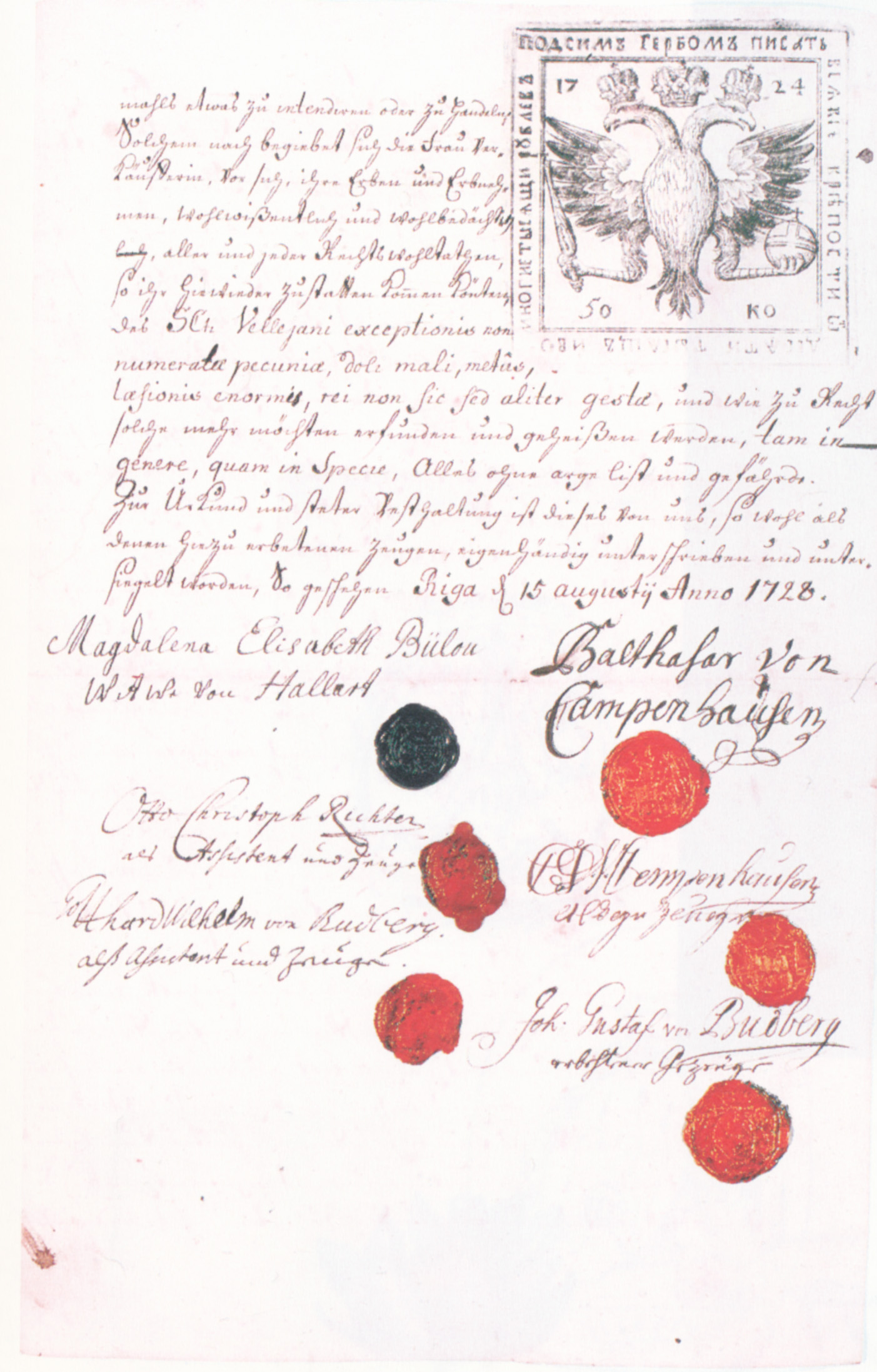
Kaufbrief über die Güter Orellen und Kudum vom 15. August 1728

Die gesicherte Stammreihe des Geschlechts Campenhausen beginnt mit dem Kaufmann Hermann Kamphusen, der am 14. März 1595 in Lübeck ein Kind bestatten ließ. Am 5. Dezember 1622 beantragte dessen gleichnamiger Sohn in Stockholm das Bürgerrecht und gehörte zu den 48 Ältesten der Bürgerschaft. Zwei seiner Söhne, der königlich-schwedische Oberstleutnant Lorenz († 1672) und der königlich-schwedische Vizekommandant von Riga, Johann Herrmann (1641–1705), wurden 1665 und 1667 in den schwedischen Adelsstand und 1672 in die schwedische Ritterschaft aufgenommen. Im Jahre 1742 erfolgte durch den russischen Generalleutnant Balthasar von Campenhausen die Immatrikulation bei der Livländischen Ritterschaft. Am 11. Juli 1744 wurde Balthasar mit ausdrücklicher Genehmigung des russischen Zarenhofes in den schwedischen Freiherrenstand aufgenommen. Die Berechtigung zur Führung des Baronstitels der Campenhausen wurde mit Senatsukas Nr. 10002 vom 7. Dezember 1854 von russischer Seite anerkannt. Balthasar Freiherr von Campenhausen ist der Stammvater aller heute noch lebenden Familienangehörigen und Freiherren der Campenhausen, er war es auch, der im Jahre 1728 das spätere Stammgut Orellen für sich und seine Familie käuflich erwarb.
Die Campenhausen entfalteten sich im 19. Jahrhundert in die Linien Orellen, Wesselshof, Loddiger und Ilsen. Von den heute noch lebenden Familienmitgliedern stammen die meisten aus dem Hause Orellen. Mit der Bolschewikenzeit zu Anfang des 20. Jahrhunderts endete die Geschichte der Familie von Campenhausen in Livland. Ab dem Jahre 1920 begann der lettische Staat mit der Enteignung der deutschen Großgrundbesitzer. Einige Campenhausen lebten trotz Vernichtung ihrer wirtschaftlichen Existenz bis 1939 in Lettland. Nach Abschluss des Hitler-Stalin-Paktes im Jahre 1939 wurden die Campenhausen mit den letzten verbliebenen Deutschen in den Reichsgau Wartheland ausgesiedelt. Von dort aus flohen sie bei Kriegsende im Januar 1945 in den Westen. Die heutigen Familienmitglieder der Campenhausen leben verstreut überwiegend im Westteil Deutschlands sowie in Schweden.
Die Familie von Campenhausen unterhält heute zur Traditionspflege Kontakte zu den 1949 gegründeten Baltischen Ritterschaften, der Nachfolgeorganisation der 1920 aufgelösten Estländischen Ritterschaft. Das Familienarchiv der Campenhausen wurde im Herder-Institut in Marburg deponiert und steht dort heute zur Erforschung der Osteuropäischen Geschichte zur Verfügung.

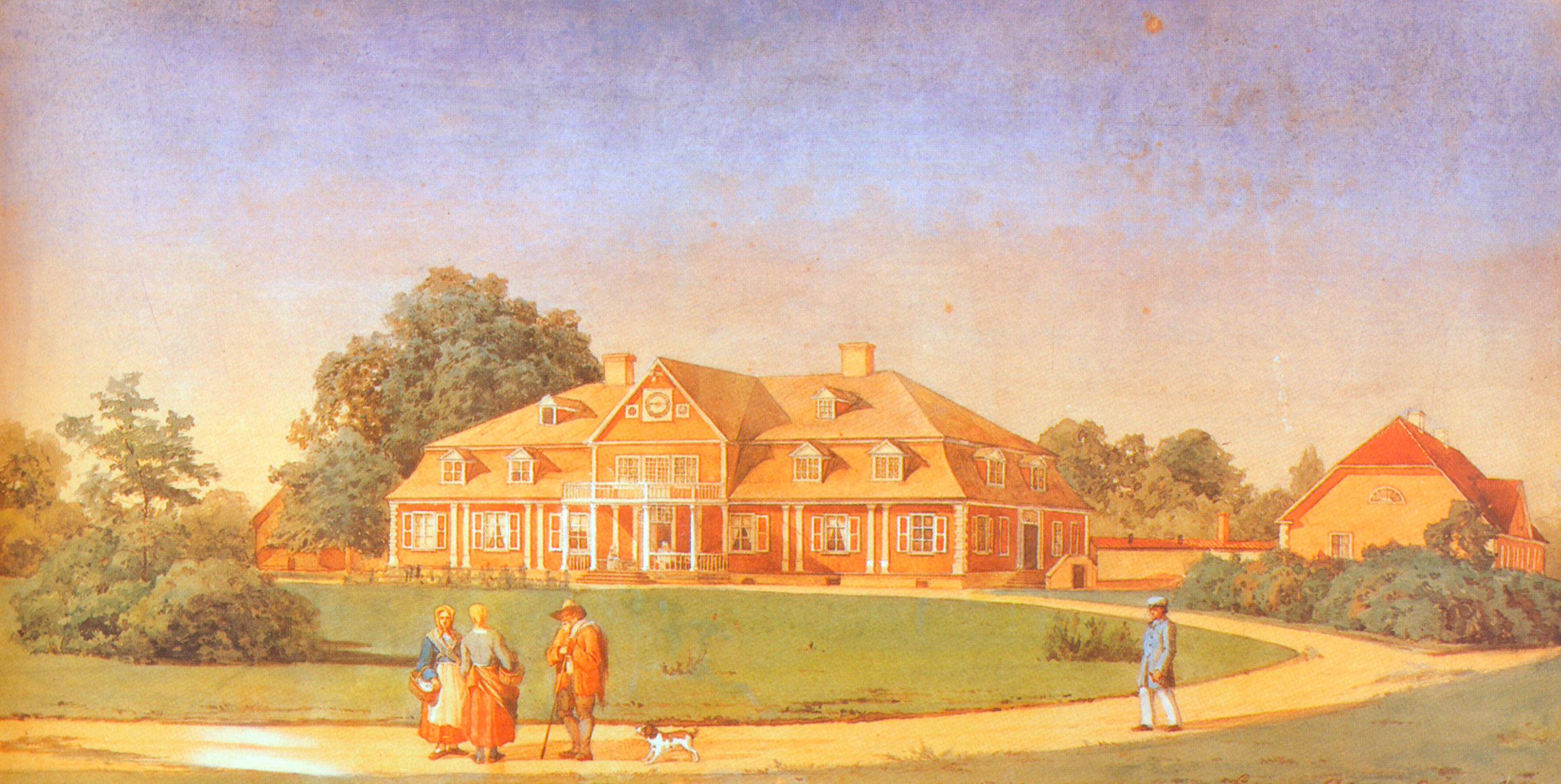
Gut Orellen (Gemälde von Eugen Dücker, 1862)
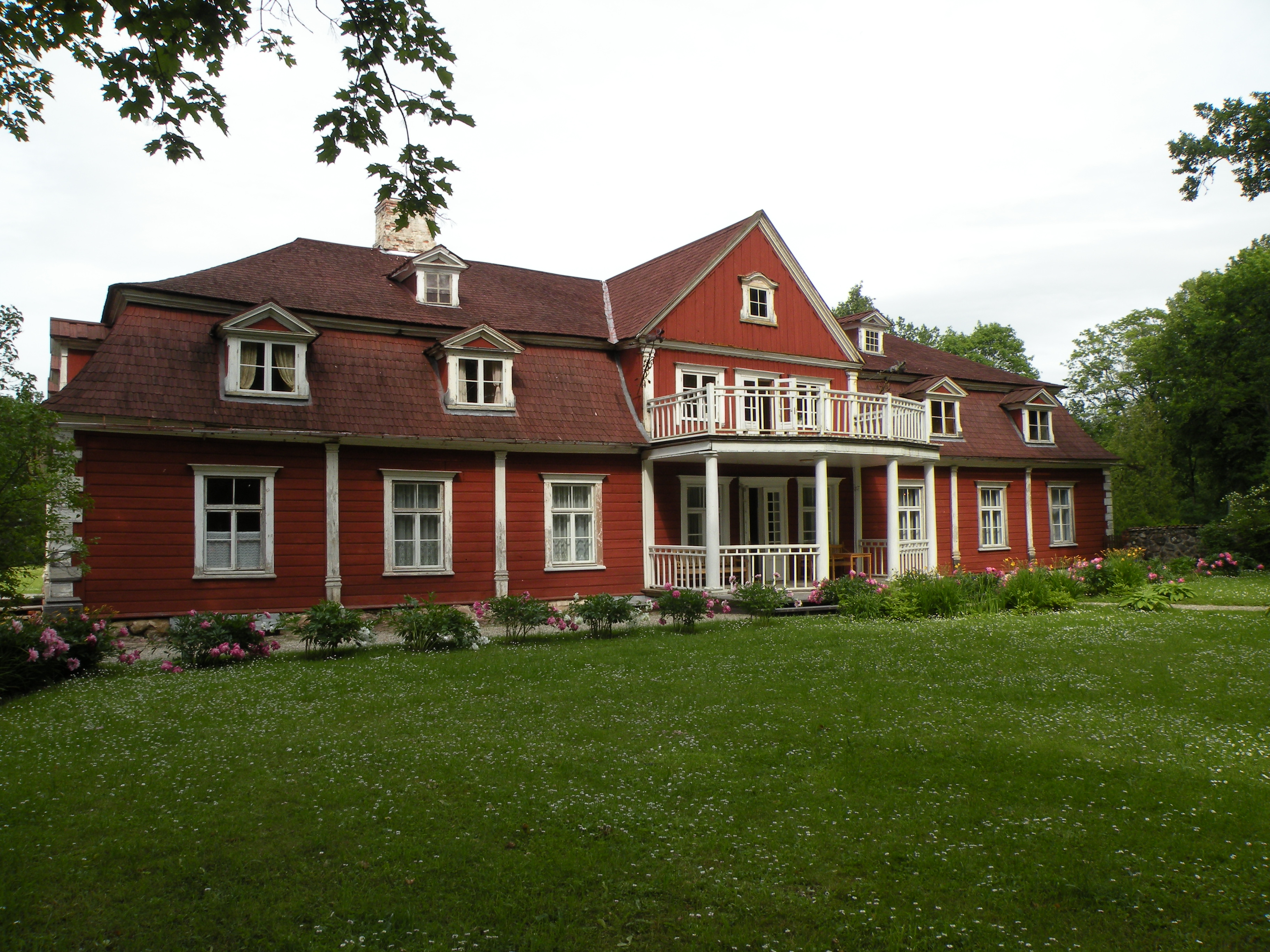
Herrenhaus Orellen (2010)
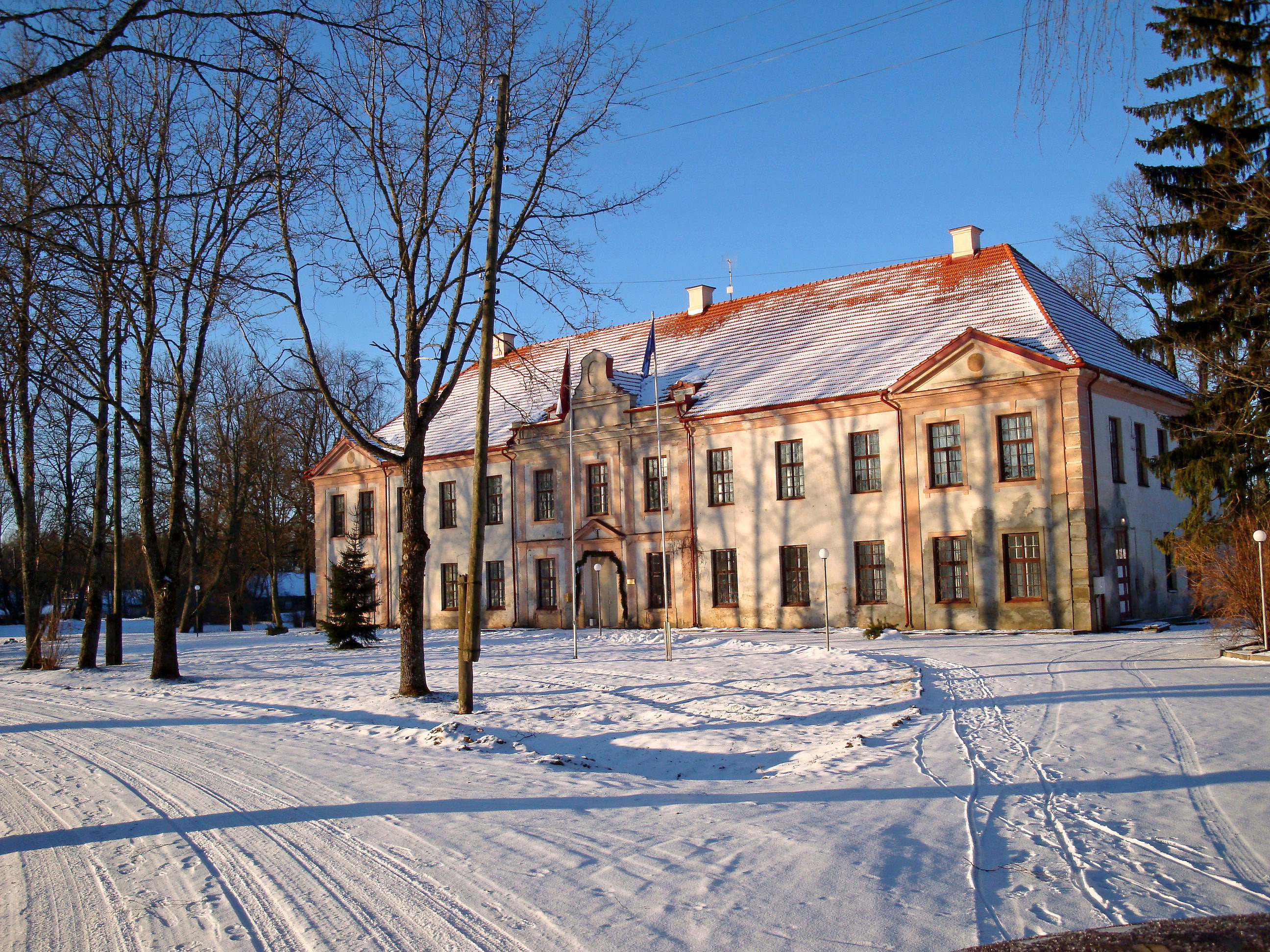
Herrenhaus Wesselshof (2009)
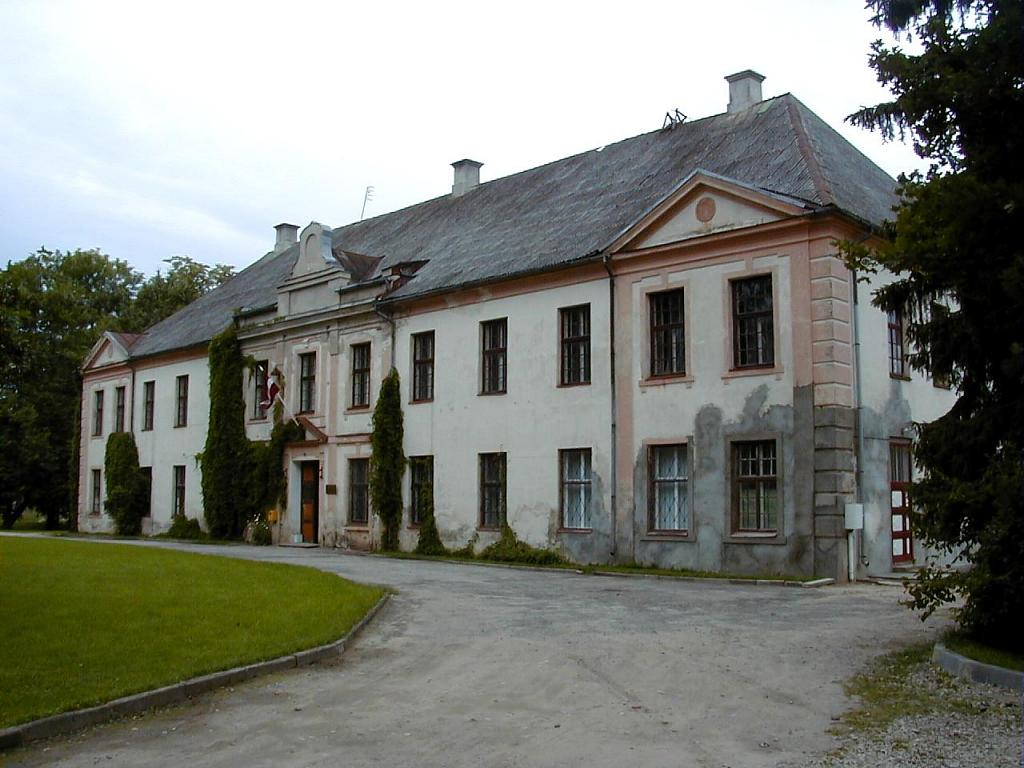
Herrenhaus Wesselshof (2001)

## Wappen

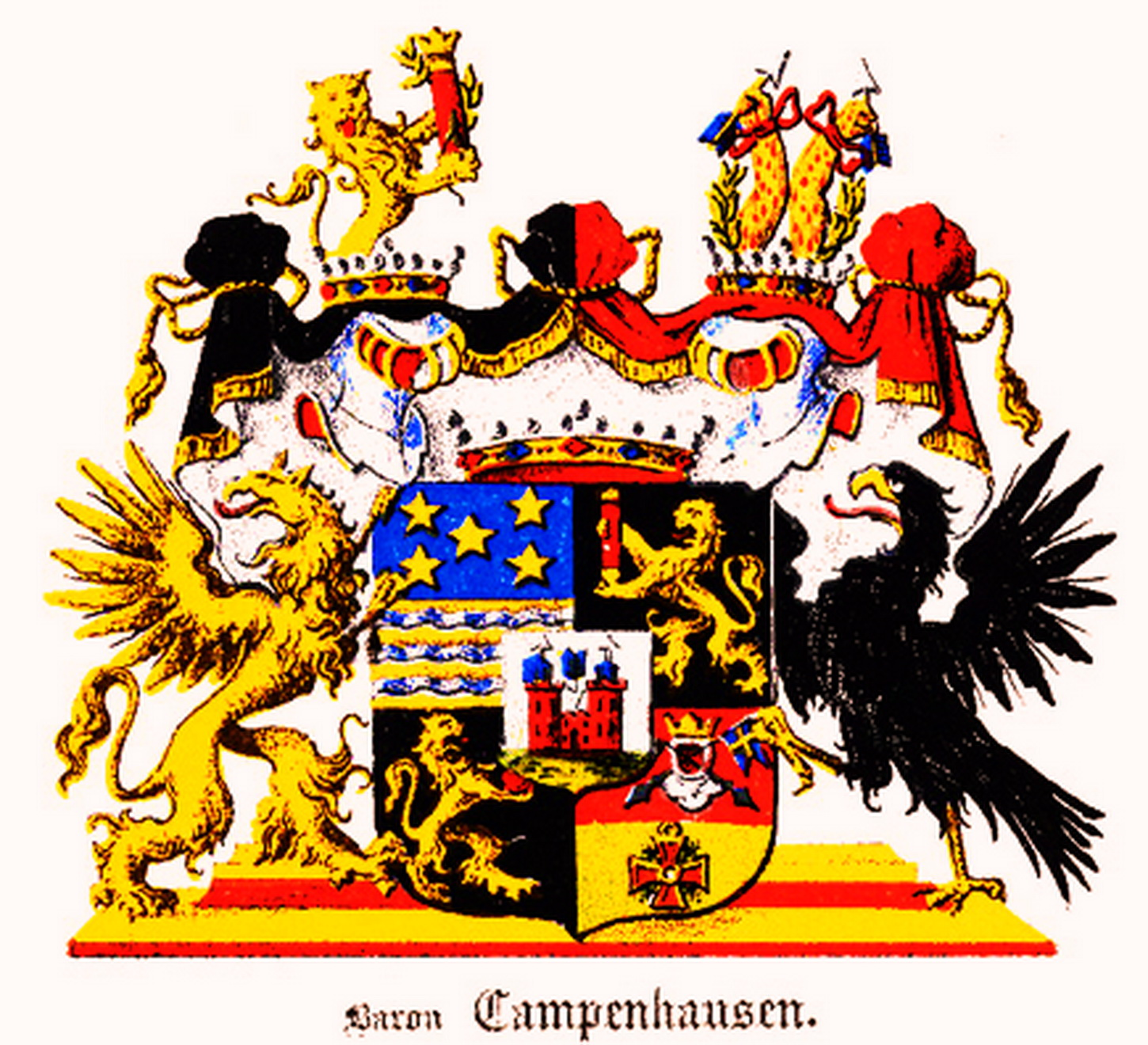
Das gemehrte freiherrliche Wappen der Campenhausen

- Das Wappen von 1665 und 1667 zeigt in Silber auf grünem Boden eine zweitürmige rote Burg mit geschlossenem Tor, darüber drei blau befiederte goldene Pfeile, die äußeren aufsteigend, der mittlere gestürzt. Auf dem Helm mit rot-silbernen Decken hinter einem aufgerichteten natürlichen Lorbeerkranz zwei abgewandte, mit roten Bändern umwundene, blutbespritzte nackte Arme, die zwei zugewandte blau gefiederte goldene Pfeile halten.[9]
- Das am 11. Juni 1744 dem Generalleutnant Balthasar von C. verliehene gemehrte freiherrliche Wappen zeigt einen gevierten Schild, belegt mit einem Herzschild, der das Stammwappen enthält: Das erste Feld ist geteilt; oben, in Blau 5 goldene Sterne (2, 1, 2), unten, in Gold 3 blaue horizontale Ströme. Das zweite und dritte Feld zeigt in Schwarz einen goldenen Löwen, von denen der erste einen goldbeschlagenen, roten Kommandostab, der zweite eine rote brennende Granate hält; im vierten geteilten Felde, oben, in Rot ein silberner, goldgekrönter, offener Turnierhelm, durch welchen 2 Turnierlanzen mit blauen, mit goldenem Kreuz belegten Fahnen kreuzweise gesteckt sind, unten, in Grün das Kreuz des St. Alexander-Newski-Ordens. Auf dem Schild die schwedische Freiherrnkrone zwischen 2, gleichfalls freiherrlich gekrönten Helmen; auf dem rechten Helme ein wachsender, goldener, leopardierter Löwe mit dem Kommandostab, der hier goldgekrönt und mit einem grünen Lorbeerzweig umwunden ist; auf dem linken Helm zwei, zwischen den beiden Zweigen eine aufgerichteten Lorbeerkranzes herauswachsende, nackte, blutbespritzte, abgewandte, an den Gelenken mit roten Bandschleifen umbundene Arme, je einen zugewandten, goldenen, blau befiederten Pfeil mit Stahlspitze haltend. Den Schild umgibt ein silbergefütterter goldbordierter und verschnürter, von Schwarz und Rot senkrecht geteilter Wappenmantel. Schildhalter, rechts ein auswärts gewandter goldener Greif, links ein schwarzer gold bewehrter Adler.[1]

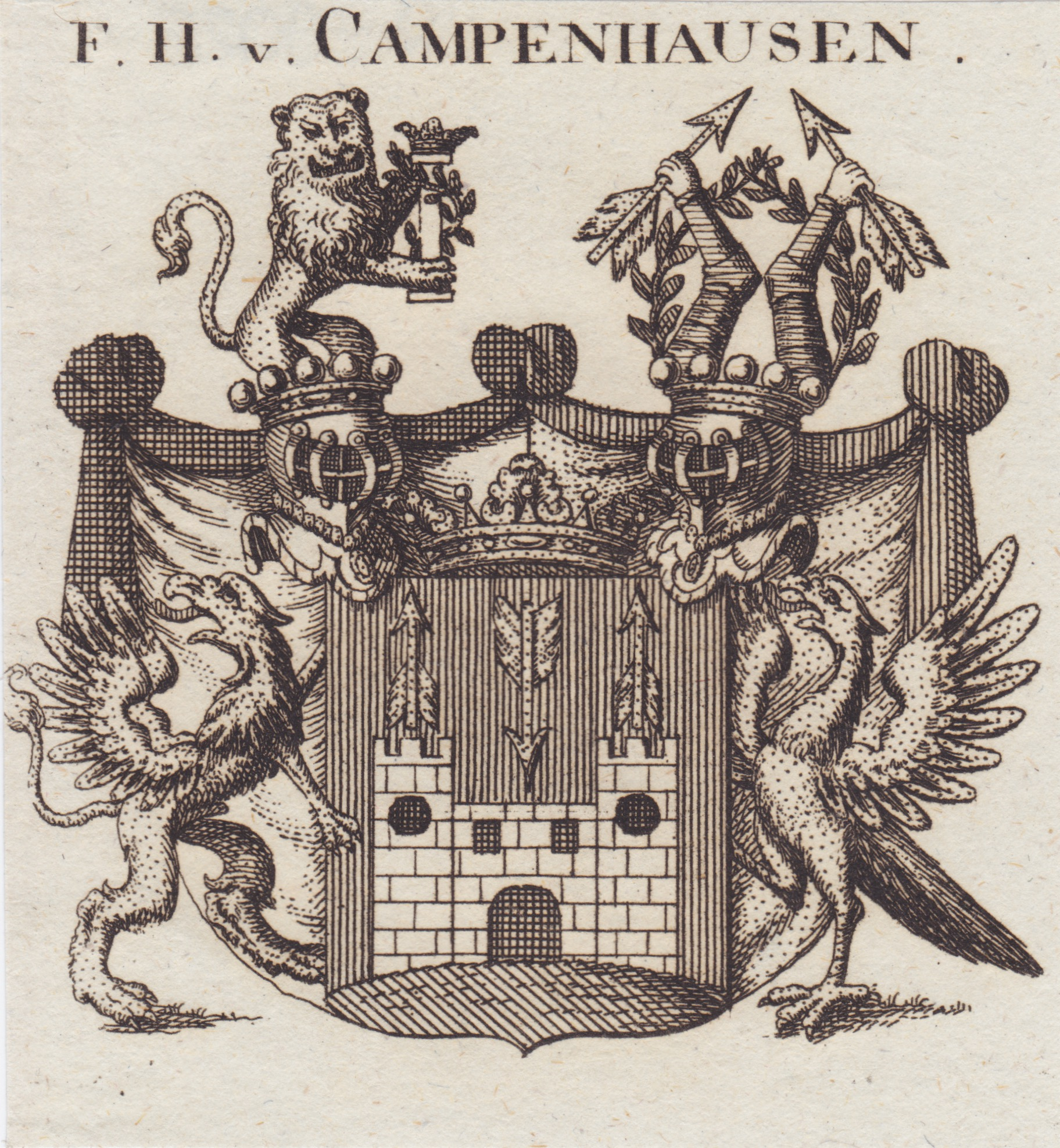
Wappen der von Campenhausen, schraffiert

## Namensträger
- Balthasar Freiherr von Campenhausen (1689–1758), russischer Generalleutnant und Generalgouverneur Finnlands während der russischen Okkupation Finnlands 1741–43
- Balthasar Freiherr von Campenhausen (1745–1800), russischer Senator und Geheimer Rat, Zivilgouverneur Livlands
- Balthasar Freiherr von Campenhausen (1772–1823), russischer Staatsmann, russischer Finanz- und Innenminister
- Hermann von Campenhausen (1773–1836), livländischer Landespolitiker
- Sophie von Campenhausen (1776–1835), russische Oberhofmeisterin am Schweriner Fürstenhof
- Else Morstatt (auch: Elsa von Campenhausen; * 1880 als Else von Campenhausen), deutsche Schriftstellerin
- Hans von Campenhausen (1903–1989), evangelischer deutscher Theologe
- Otto von Campenhausen (* 1932), deutscher Jurist; von 1989 bis 1997 Präsident des Kirchenamtes der Evangelischen Kirche in Deutschland
- Axel Freiherr von Campenhausen (1934–2025), deutscher Hochschullehrer und Kirchenrechtler
- Johannes Freiherr von Campenhausen (* 1935), deutscher Hochschullehrer und Politiker

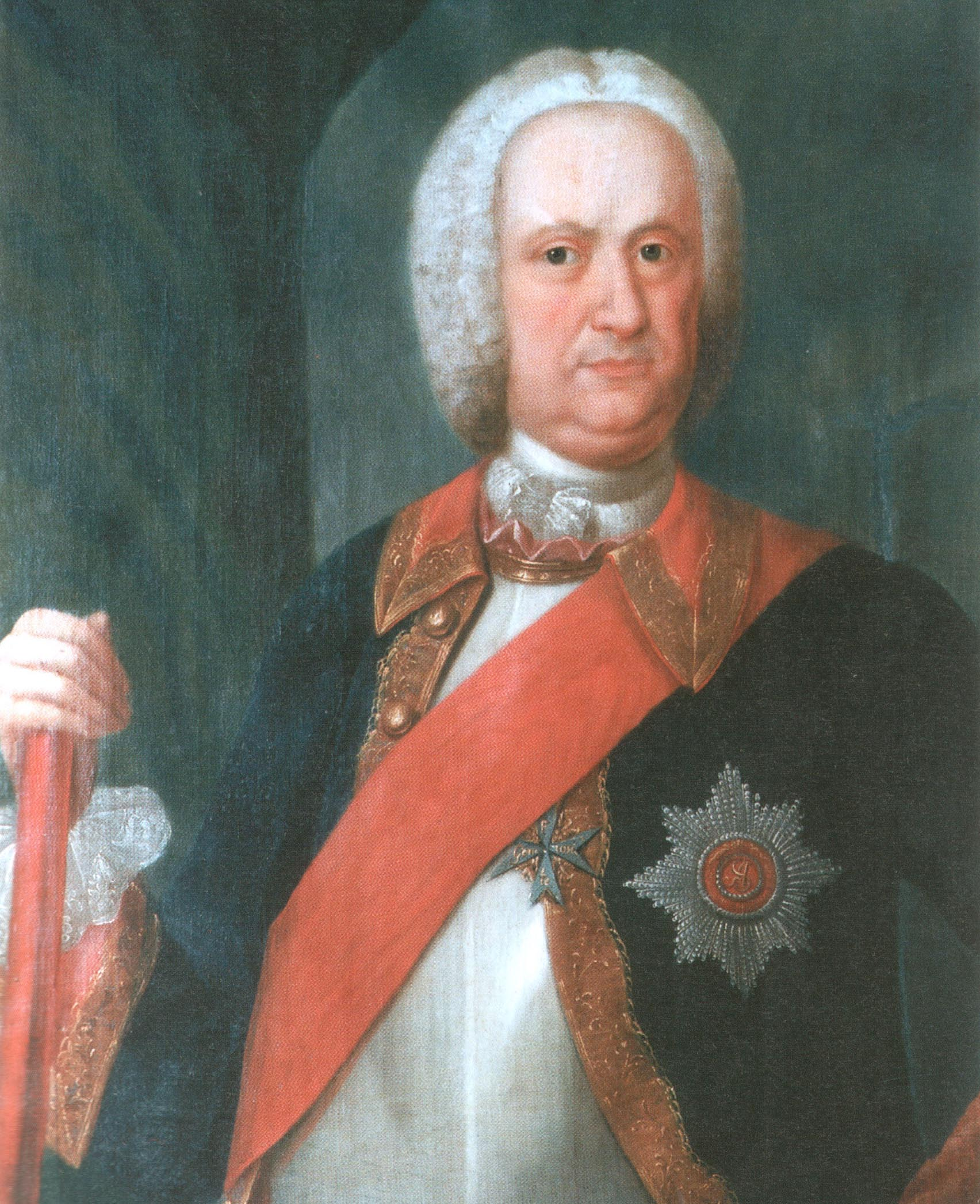
Balthasar (I.)
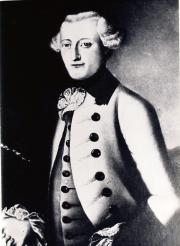
Balthasar (II.)
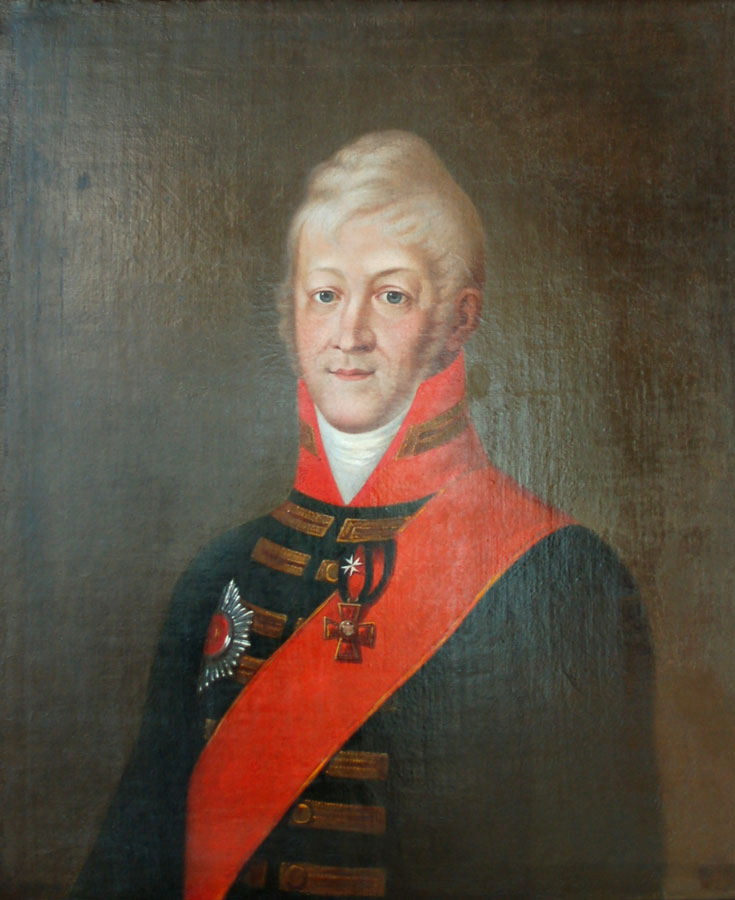
Balthasar (III.)
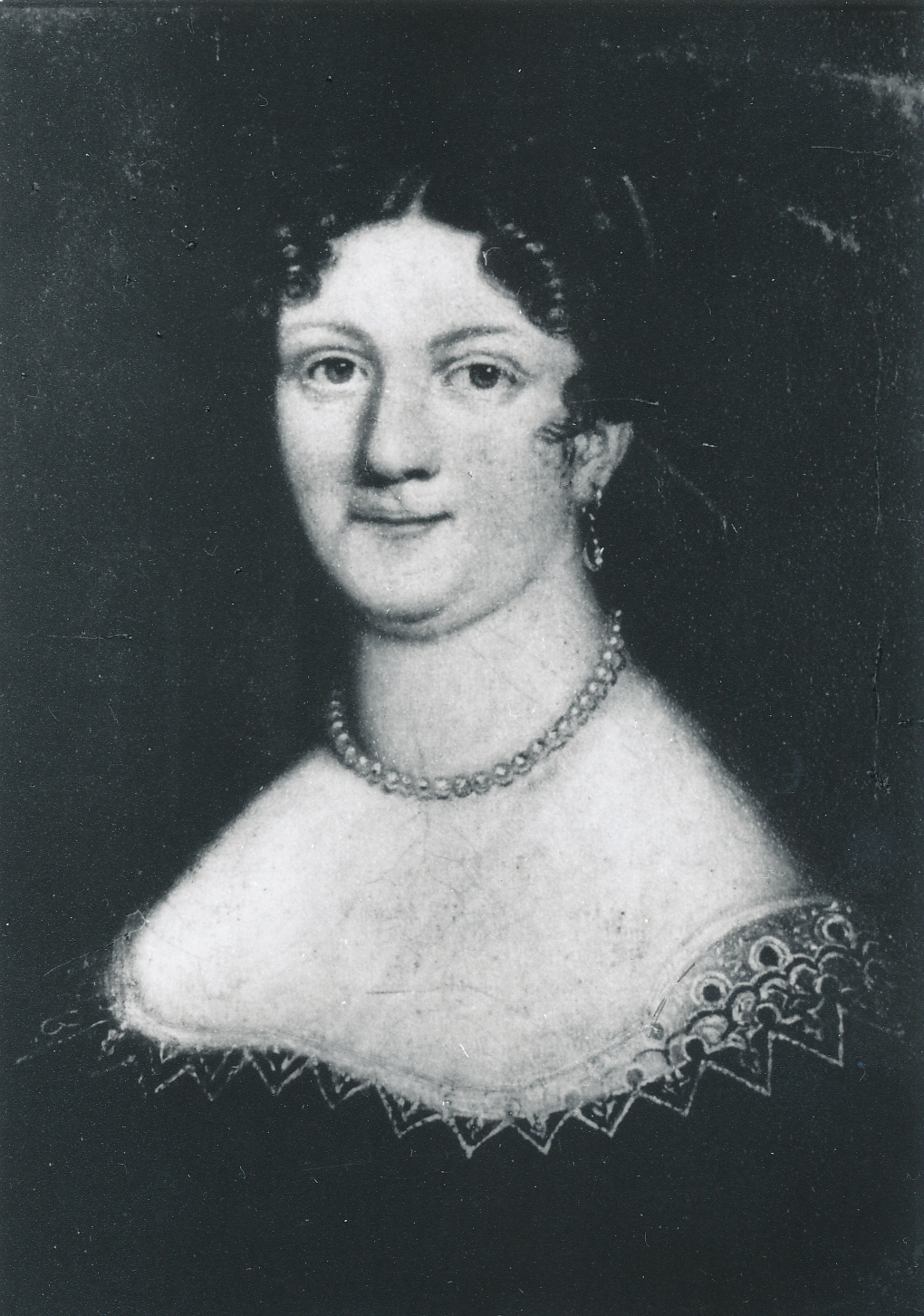
Sophie
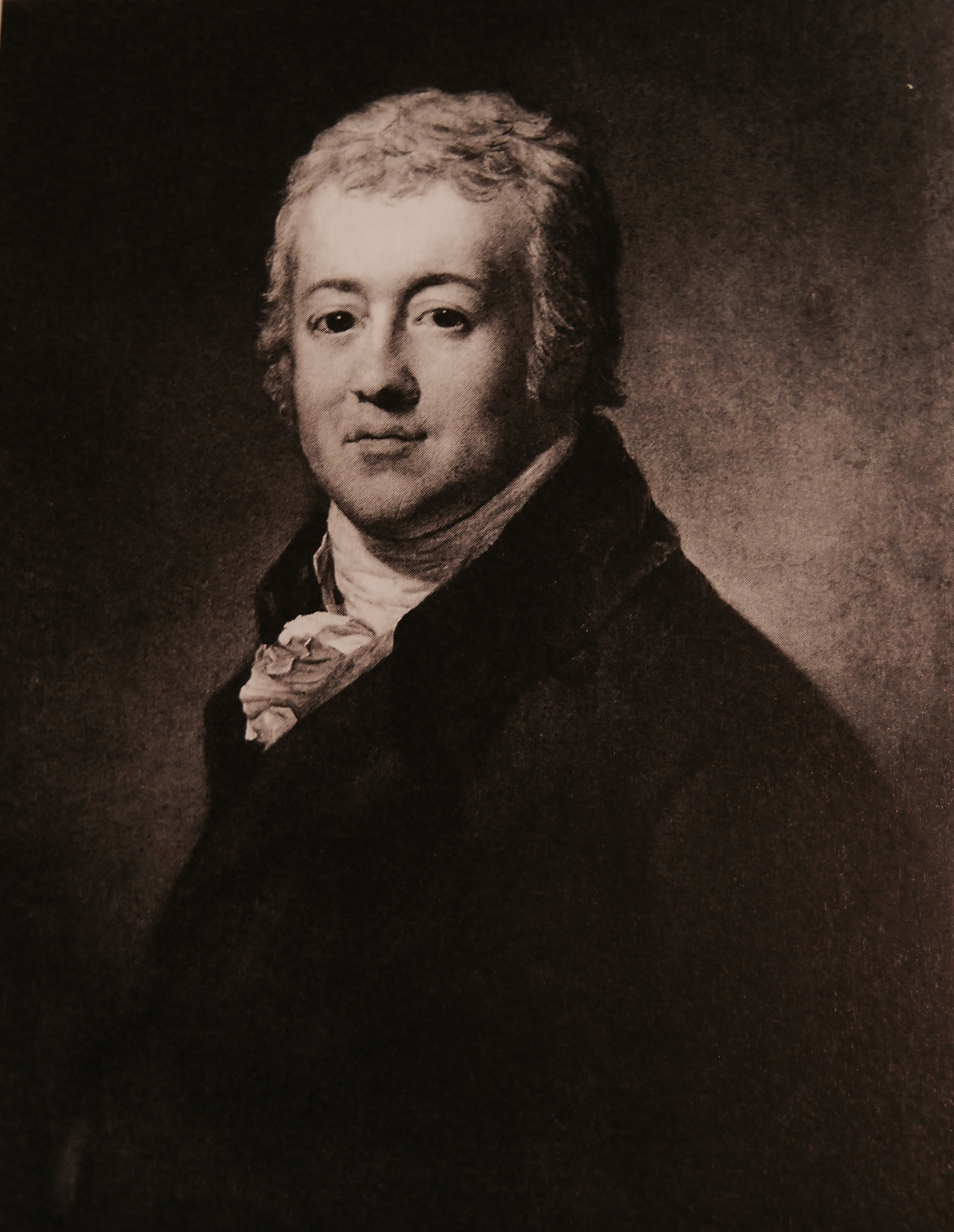
Hermann
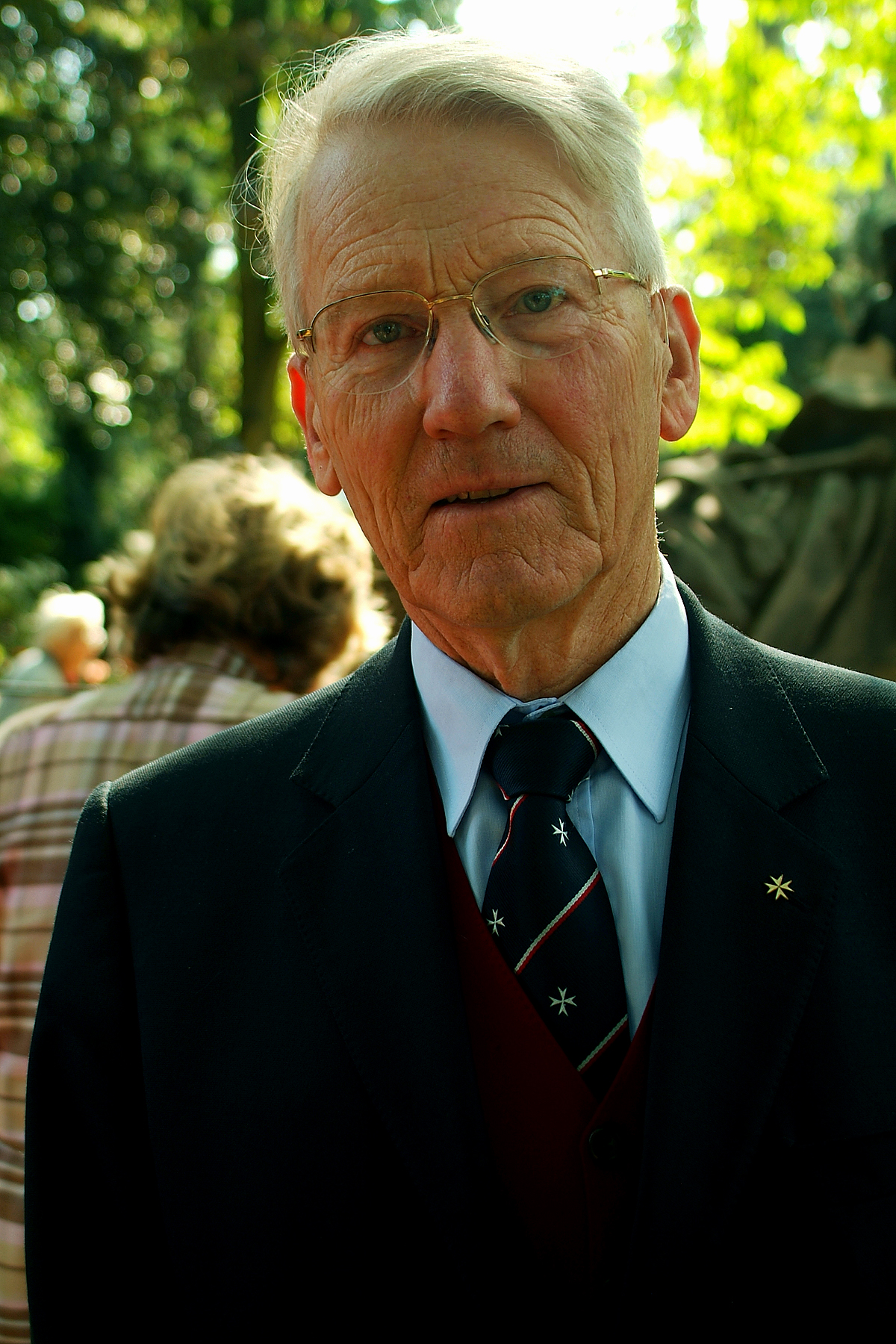
Axel